# Estadio Cuauhtémoc
Das Estadio Cuauhtémoc ist ein Fußballstadion in der mexikanischen Millionenstadt Heroica Puebla de Zaragoza, rund 128 Kilometer südöstlich der Hauptstadt Mexiko-Stadt, das durch seine Bauweise gekennzeichnet ist. Es bestand bis 2014 aus einem komplett geschlossenen Unterrang und zwei aufgesetzten, überdachten Oberrängen auf Haupt- und Gegentribüne. Seit 2015 besitzen auch die beiden Hintertortribünen einen überdachten Oberrang. Der Hauptnutzer ist der Fußballverein Puebla FC, momentan in der Liga MX, der höchsten Fußballliga des Landes.

## Geschichte
Der Bau des Estadio Cuauhtémoc begann am 30. Juni 1967 und dauerte bis in den September 1968. Es wurde am 6. Oktober 1968 eingeweiht und bot damals 35.563 Plätze. Es war ein Austragungsort des olympischen Fußballturniers 1968 sowie von drei Vorrundenspielen der Fußball-Weltmeisterschaft 1970 sowie von insgesamt fünf Spielen der Fußball-Weltmeisterschaft 1986, darunter auch dem Spiel um den dritten Platz. Die einzigen Nationalmannschaften, die hier bei beiden in Mexiko ausgetragenen Weltmeisterschaften Spiele absolvierten, waren Uruguay und Italien.
Seinen Namen erhielt das Stadion nicht etwa als Reminiszenz an den letzten Aztekenherrscher, sondern weil die Cuauhtémoc-Moctezuma-Brauerei seinerzeit einen hohen Anteil der Finanzierungskosten übernommen hatte und sich im Gegenzug die Namensrechte am Stadion sicherte.

### Olympische Sommerspiele 1968
Das Estadio Cuauhtémoc war neben dem Estadio Azteca in Mexiko-Stadt, dem Estadio Jalisco in Guadalajara und dem Estadio Nou Camp in León Spielort des olympischen Fußballturniers 1968. Es wurde jeweils drei Vorrundenspiele der Gruppe A und B ausgetragen. Hinzu kam das Viertelfinale mit dem Gastgeber Mexiko gegen Spanien (2:0).

### Weltmeisterschaft 1970
Das Estadio Cuauhtémoc war eines von fünf Stadien, in denen die Spiele der WM 1970 ausgetragen wurden. Allerdings fanden hier mit nur drei die wenigsten Partien statt. Sämtliche Begegnungen waren Vorrundenspiele der Gruppe B mit Beteiligung der Fußballnationalmannschaft von Uruguay, die sich hier mit Israel (2:0), Italien (0:0) und Schweden (0:1) auseinanderzusetzen hatte. Durch die Niederlage gegen Schweden am letzten Spieltag verspielte Uruguay zwar den Gruppensieg an Italien, belegte aber aufgrund des besseren Torverhältnisses (2:1) gegenüber Schweden (2:2), mit denen man punktgleich abgeschlossen hatte, immerhin den zweiten Platz und konnte sich daher ebenfalls für das Viertelfinale qualifizieren. Dort setzte man sich mit 1:0 nach Verlängerung gegen die Mannschaft der Sowjetunion durch und schloss die WM 1970 nach Niederlagen gegen Brasilien (1:3) und Deutschland (0:1) letztendlich mit dem vierten Platz ab.

### Weltmeisterschaft 1986
Auch bei der WM 1986 war das Estadio Cuauhtémoc eines von nunmehr 12 Stadien, in denen die insgesamt 52 Spiele absolviert wurden. Fünf Spiele fanden in Puebla statt: zwei Vorrundenspiele der Gruppe A (Italien gegen Argentinien 1:1 sowie gegen Südkorea 3:2), eine Achtelfinalbegegnung (Argentinien gegen Uruguay 1:0), ein Viertelfinale (in dem sich Belgien mit 5:4 im Elfmeterschießen gegen Spanien durchsetzen konnte) sowie das Spiel um den dritten Platz, in dem Belgien diesmal mit 2:4 nach Verlängerung gegen Frankreich unterlag.

### Renovierung 2014–2015
Ende 2014 begannen die weitreichenden Renovierungsarbeiten am Stadion. Sie beinhalteten die Modernisierung der Spielstätte, die Montage einer neuen Fassade sowie die Erhöhung des Platzangebotes. Das Estadio Cuauhtémoc erhielt etwa 9.000 zusätzliche Plätze und bietet jetzt insgesamt 51.726 Plätze. Wie bei Haupt- und Gegentribüne wurde auf die beiden Hintertortribünen jeweils ein Oberrang aufgesetzt. Die Spielstätte wurde in eine in den Vereinsfarben Weiß und Blau gehaltene Fassade aus Ethylen-Tetrafluorethylen (ETFE) gehüllt. Das ETFE wurde auch bei der Münchener Allianz Arena verwendet. Es ist die erste Stadion mit diesem Material in Mexiko. Am 18. November 2015 wurde das modernisierte Stadion mit einem Spiel zwischen dem Puebla FC und den Boca Juniors (1:0) aus Buenos Aires wiedereröffnet. Insgesamt wurden 733 Millionen MXN (rund 37 Mio. €) in die Renovierung investiert.

## Galerie

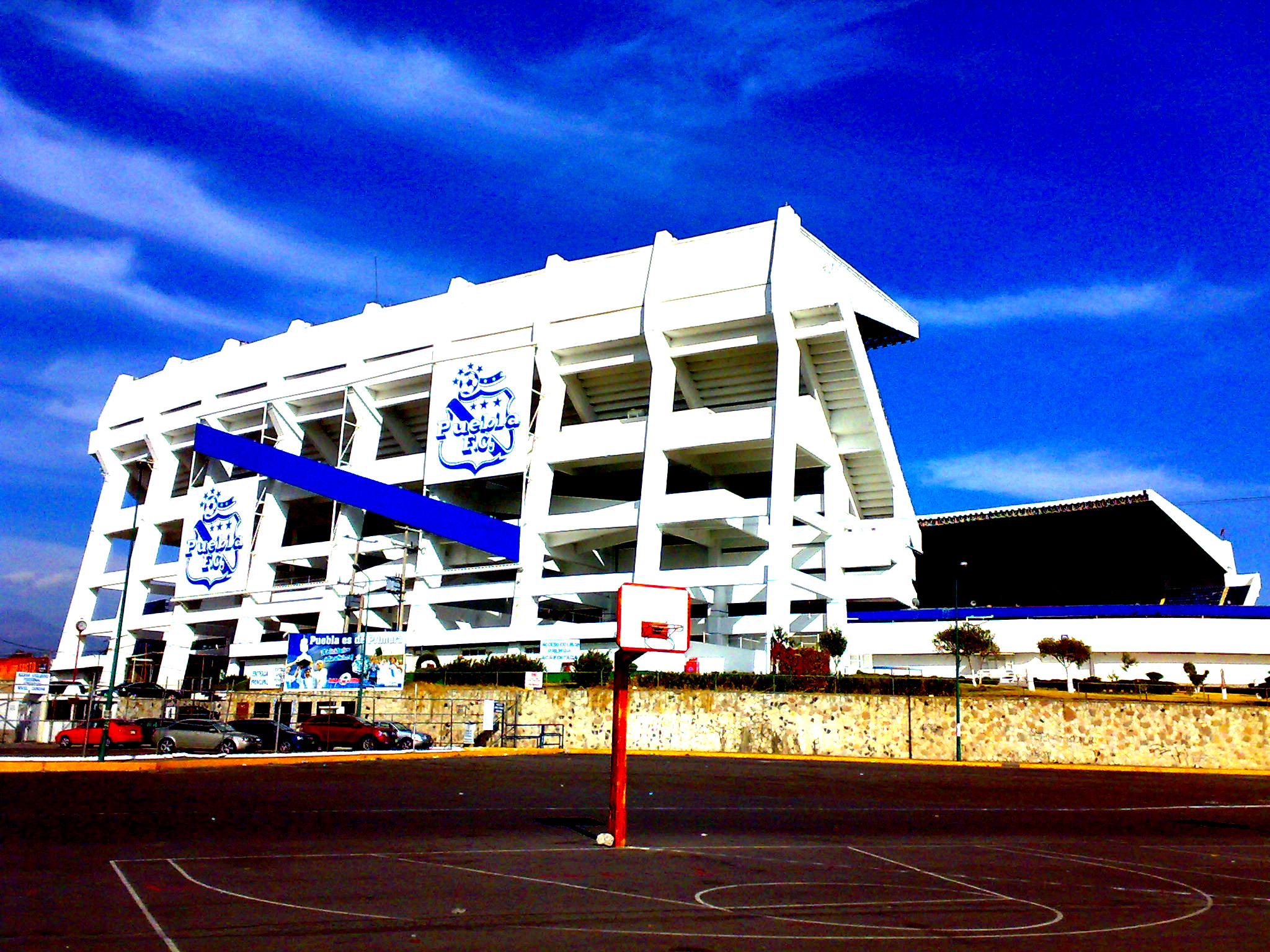
Das Stadion vor dem Umbau (2008)
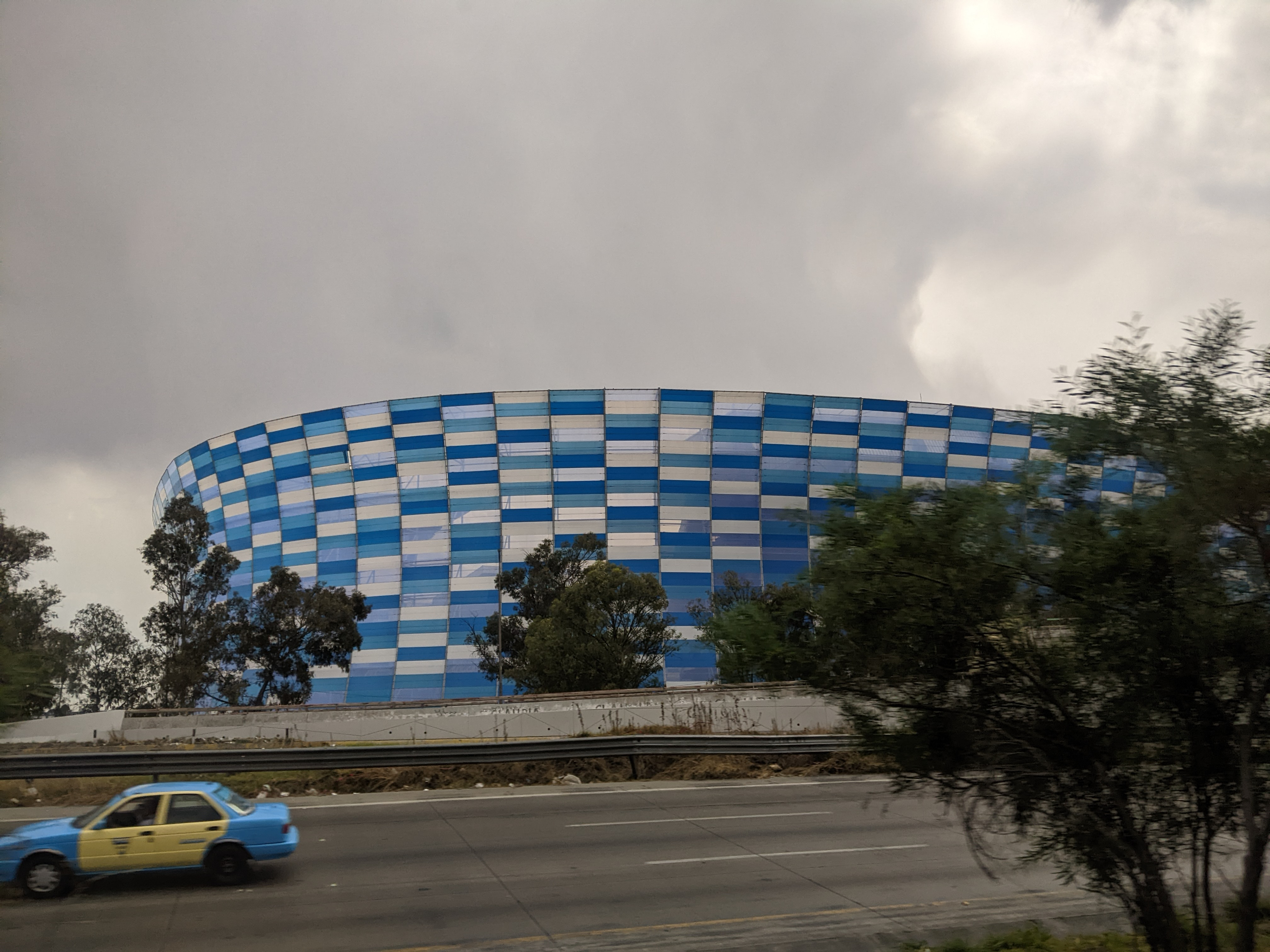
Das Stadion nach dem Umbau (2025)
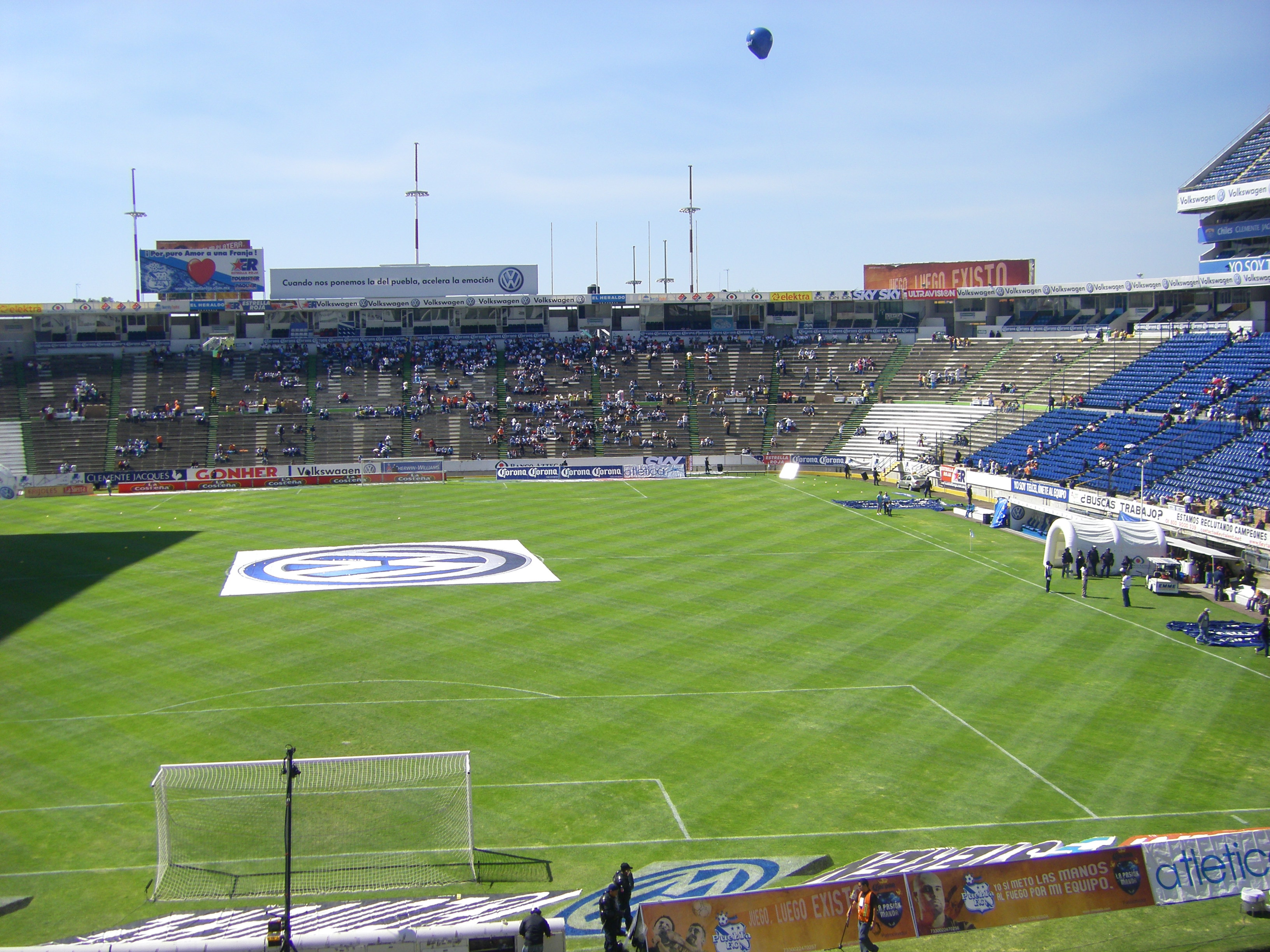
Der Innenraum des Stadions (vor dem Umbau) vor dem Spiel des Puebla FC gegen Atlas Guadalajara am 1. März 2009.